# Nefertiabet
Nefertiabet (nfr.t ỉ3b.t; "La Bella del Este") fue una princesa del Antiguo Egipto de la IV dinastía, probablemente hija del faraón Khufu (Keops, en griego).

## Tumba
Su tumba en Guiza (G 1225) es una mastaba de aproximadamente 24,25 x 11,05 m.
Una estatua suya, ahora en Múnich, probablemente procede de su tumba. Es sobre todo conocida por una losa describiendo a la princesa que se encuentra en el Louvre. Nefertiabet aparece sentada mirando a la derecha. Es mostrada luciendo una peluca larga y un vestido de piel de leopardo. Una mesa de ofrendas delante de ella, como es habitual, indica " [los productos del] campo", así como diversos alimentos. Debajo de la mesa se representan más ofrendas para la difunta incluyendo lino y ungüentos a la izquierda, y a la derecha pan, cerveza, carne de oryx y toro. A la derecha de la losa se describe una lista de ofrendas de lino.
La tumba originalmente contenía un eje, el cual incluía la cámara funeraria de Nefertiabet. El eje comprende un pasillo y el cuarto. Fragmentos de un ataúd de caliza blanco con tapa plana fueron encontrados. Una fosa para el cofre canópico (precedente de los vasos canopes) había sido cavada en una de las esquinas del cuarto. En la cámara aún se hallaron algunos cuencos y jarras. Posteriormente se añadió un anexo con un pozo funerario adicional, pero fue encontrado vacío.

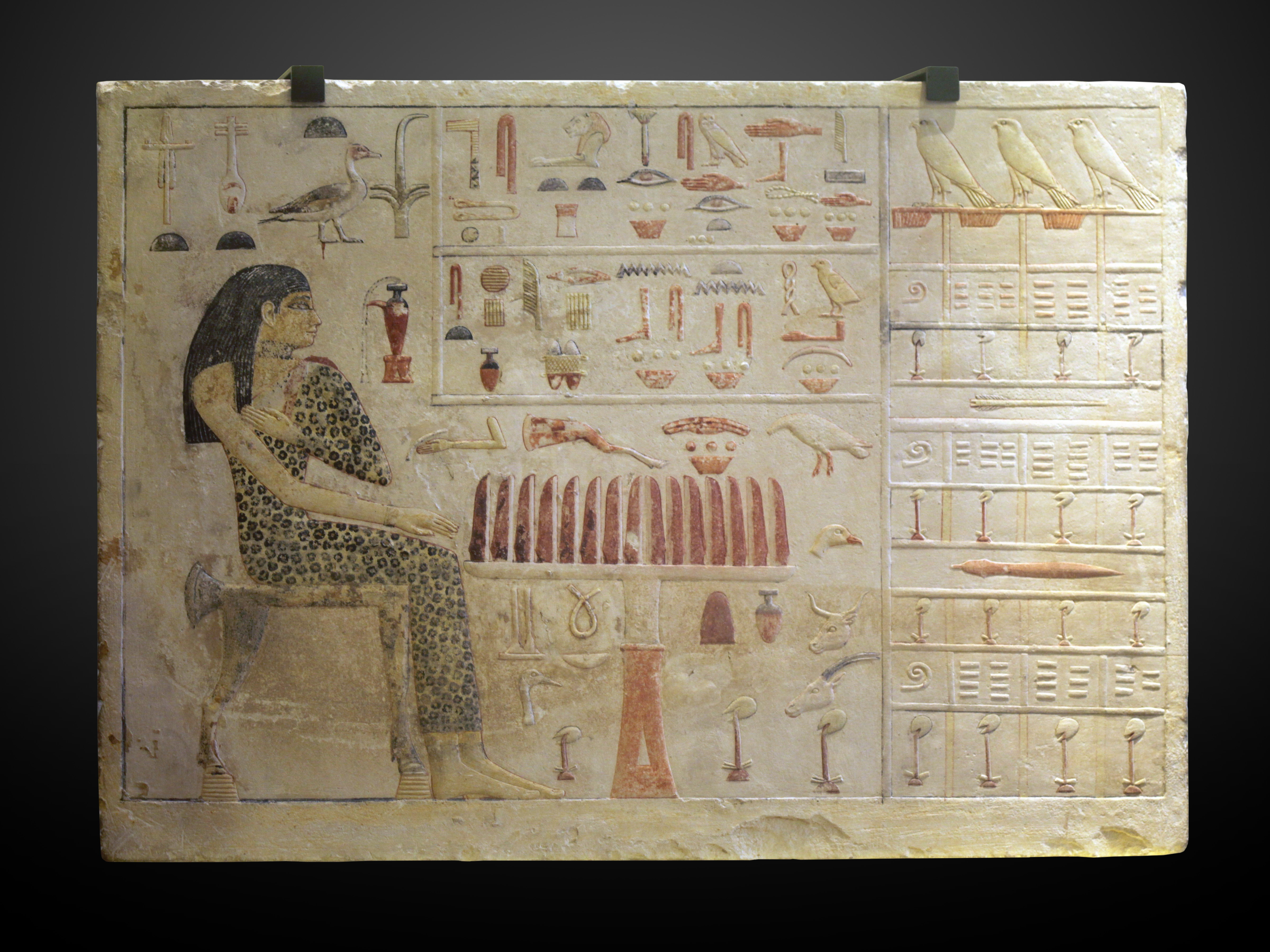
Nefertiabet en la losa de su tumba en Giza.